# 徐紹卿 (嘉靖進士)
徐紹卿（1528年—？），字靖甫，號雲嶽，浙江紹興府餘姚縣人，民籍，明朝政治人物。

## 生平
己酉科（1549年）浙江鄉試第七十二名舉人。嘉靖三十五年（1556年）中式丙辰科二甲第三十五名進士。礼部观政，授刑部主事，三十七年升员外，四十四年復除原职，升郎中，四十五年擔任福建兴化府知府。

## 家族
曾祖徐雷；祖父徐訓；父徐建，知縣封兵部主事。嫡母王氏，封太安人；生母王氏。兄绍心、弟绍德、绍祉。